# Team Ayu
Team Ayu 是日本女歌手濱崎步的官方粉絲俱樂部，成立于1999年。其最初仅用於更新資訊和粉絲討論，自2001年起，活動擴展到官方新聞、品牌商品、演唱會門票樂透抽獎及粉絲俱樂部專屬巡演。
2023年Avex釋出Team Ayu 應用，永久關閉網站。